# Franz Hanfstaengl
Franz Seraph Hanfstaengl (Bad Tölz, 1 de março de 1804 — Munique, 18 de abril de 1877) foi um pintor e litógrafo alemão. Tornou-se, depois, fotógrafo da corte da Baviera.

## Vida
Hanfstaengl nasceu em uma família de camponeses e por recomendação dos professores da aldeia onde morava foi para Munique, em 1816, a fim de estudar desenho com Hermann Josef Mitterer. Ele formou-se em litografia, teve contato com Alois Senefelder e estudou de 1819 até 1825 na Academia de Artes Plástica de Munique. Como retratista litográfico da sociedade de Munique, Hanfstaengl tornou-se muito popular e ficou conhecido como "Litógrafo". Em 1833 ele fundou em Munique sua própria oficina de litografia, que dirigiu até 1868 e a qual, mais tarde, adicionou uma editora de artes e um estúdio fotográfico (1853). De 1835 até 1852 Hanfstaengl produziu cerca de 200 reproduções litográficas de obras-primas da Pinacoteca de Dresden e as publicou em uma pasta. Ele tornou-se mais tarde o fotógrafo da casa real e fez retratos de personalidades famosas, dentre elas, o jovem rei Luís II da Baviera, Otto von Bismarck e a imperatriz Isabel da Áustria.
Influenciou seu cunhado, o médico, inventor e político austríaco Norbert Pfretzschner a desenvolver uma placa fotográfica de emulsão seca em 1866. Foi pai de Edgar Hanfstaengl e avô de Ernst Hanfstaengl.

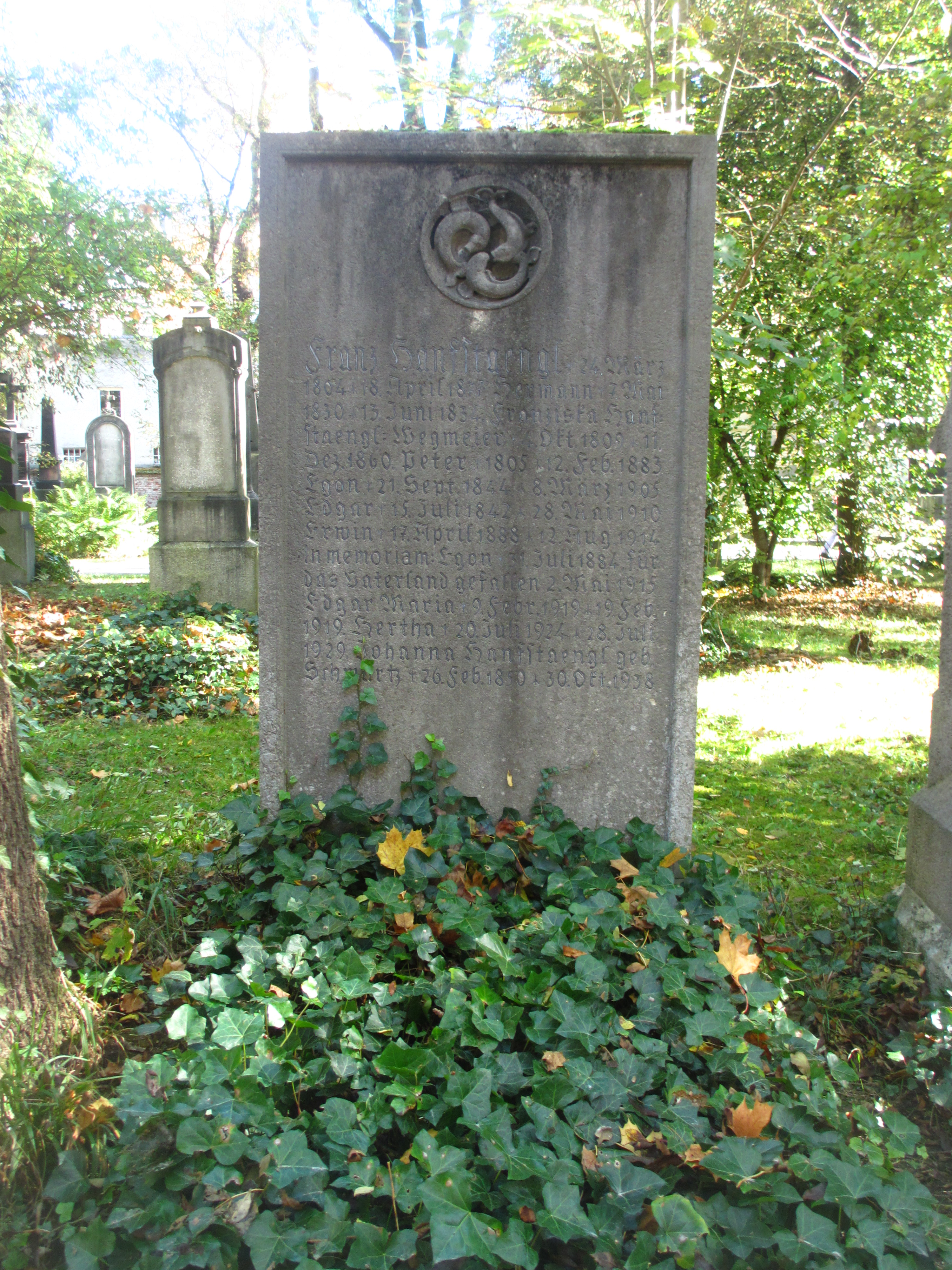
Sepultura de Franz Hanfstaengl no Alter Südfriedhof em Munique

Sepultado no Alter Südfriedhof em Munique.